# Giuditta

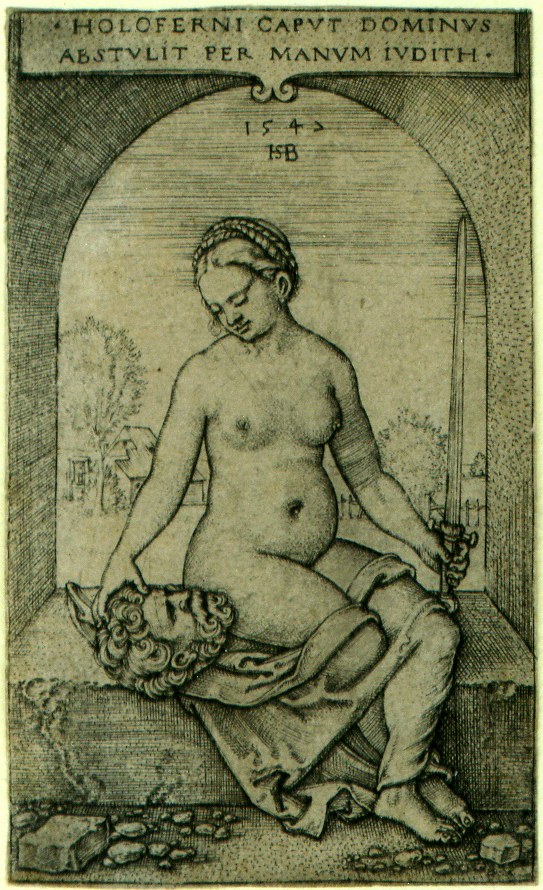
Sebald Beham, Giuditta con la testa di Oloferne (1547)

Giuditta è un personaggio biblico, eroina del popolo ebraico. Il suo nome deriva dall'ebraico (יְהוּדִית "lodata" o "ebrea", Yəhudit), ed è la forma femminile del nome Giuda.
Le imprese di Giuditta sono narrate nel libro omonimo che fa parte dei testi deuterocanonici, ovvero esclusi dal canone della Religione Ebraica (e pertanto considerati apocrifi dalle Chiese Protestanti), ma accettati come canonici dalla Chiesa Cattolica e da quella Ortodossa.
Dante Alighieri la cita nelle anime beate del XXXII Canto del Paradiso, insieme a Sara, Rachele, Rebecca e Rut:
siede Rachel di sotto da costei

con Bëatrice, sì come tu vedi.
Sarra e Rebecca, Iudìt e colei

che fu bisava al cantor che per doglia

del fallo disse ’Miserere mei’.»

## Racconto biblico
Il libro dice che Giuditta liberò la città di Betulia assediata dagli Assiri del re Nabucodonosor. Della sua bellezza si invaghì Oloferne, loro generale, il quale la trattenne con sé al banchetto; vistolo ubriaco, Giuditta gli tagliò la testa con la sua stessa spada e poi ritornò nella città. Gli Assiri, trovato morto il loro condottiero, furono presi dal panico e facilmente messi in fuga dai Giudei.
La storicità di tale personaggio biblico è molto dubbia, così come è errata la descrizione storica degli eventi data dallo stesso Libro di Giuditta che - secondo gli esegeti della École biblique et archéologique française (i curatori della Bibbia di Gerusalemme), concordemente ad altri studiosi cristiani - è caratterizzato da "un'indifferenza totale nei confronti della storia e della geografia". Ad esempio, Oloferne è un nome di origine persiana e Nabucodonosor, che viene detto regnasse a Ninive sugli Assiri, in realtà regnò tra il 605-562 a.C. sui Babilonesi e al suo tempo Ninive era già stata distrutta (nel 612 a.C.) da suo padre Nabopolassar; inoltre, il ritorno dall'Esilio babilonese - che avverrà solo sotto Ciro il Grande nel 538 a.C. - viene descritto come già accaduto. Anche la città di Betulia - al centro della narrazione - nonostante le precisazioni topografiche e benché sia presentata come città in posizione strategica per il controllo dell'accesso verso la Giudea risulta inesistente e il tragitto compiuto dall'esercito di Oloferne è una "«sfida» alla geografia" della regione, che era evidentemente sconosciuta all'autore del resoconto.

## Nell'arte
Il personaggio di Giuditta è ricorrente nell'iconografia dal Medioevo in poi, come eroina femminile che trionfa sulla prepotenza dell'invasore usando la seduzione e la violenza.
- Giuditta e Oloferne, scultura in bronzo di Donatello, 1452-1453, conservata a Firenze, Palazzo Vecchio.
- Ritorno di Giuditta a Betulia, dipinto di Sandro Botticelli, intorno al 1472, conservato a Firenze, Galleria degli Uffizi.
- Giuditta e l'ancella con la testa di Oloferne, dipinto di Andrea Mantegna, 1495, conservato a Washington, National Gallery of Art.
- Giuditta con la testa di Oloferne, dipinto di Andrea Mantegna, 1495, conservato a Dublino, National Gallery of Ireland.
- Giuditta con la testa di Oloferne, dipinto di Andrea Mantegna, 1495-1500, conservato a Montréal, Montreal Museum of Fine Arts.
- Giuditta con la testa di Oloferne, dipinto di Giorgione, intorno al 1504, conservato a San Pietroburgo, Ermitage.
- Giustizia o Giuditta, affresco di Tiziano, intorno al 1508, conservato a Venezia, Ca' d'Oro.
- Giuditta con la testa di Oloferne, affresco di Michelangelo Buonarroti, 1508, sulla volta della Cappella Sistina.
- Giuditta e la sua ancella con la testa di Oloferne, dipinto di Correggio, intorno al 1510, Strasburgo, Musée des Beaux-Arts.
- Giuditta dipinto di Palma il Vecchio, 1525-1528, Firenze, Galleria degli Uffizi.
- Giuditta e Oloferne, dipinto di Caravaggio, 1599, conservato a Roma, Galleria Nazionale d'Arte Antica di Palazzo Barberini.
- Giuditta con la testa di Oloferne, dipinto di Cristofano Allori, 1612 circa, conservato a Firenze, Galleria Palatina.
- Giuditta che decapita Oloferne, dipinto di Artemisia Gentileschi, 1612-1613, conservato a Napoli, Museo di Capodimonte.
- Giuditta con la sua ancella, dipinto di Artemisia Gentileschi, 1618-1619, conservato a Firenze, Galleria Palatina.
- Giuditta che decapita Oloferne, dipinto di Artemisia Gentileschi, intorno al 1620, conservato a Firenze, Galleria degli Uffizi.
- Giuditta con la sua ancella, dipinto di Artemisia Gentileschi, intorno al 1625-1627, conservato a Detroit, Institute of Arts.
- Ritratto di dama come Giuditta, dipinto di Agostino Carracci, 1590-1595, conservato in una collezione privata.
- Trionfo di Giuditta, affresco di Luca Giordano, 1703-1704, conservato a Napoli, Certosa di San Martino, Cappella del Tesoro.
- Giuditta alle porte di Betulia, dipinto di Jules-Claude Ziegler, 1847, conservato a Lione, Museo di belle arti.
- Giuditta e Oloferne, dipinto di Gustav Klimt, 1901, conservato a Vienna, Österreichische Galerie Belvedere.

### In Italia

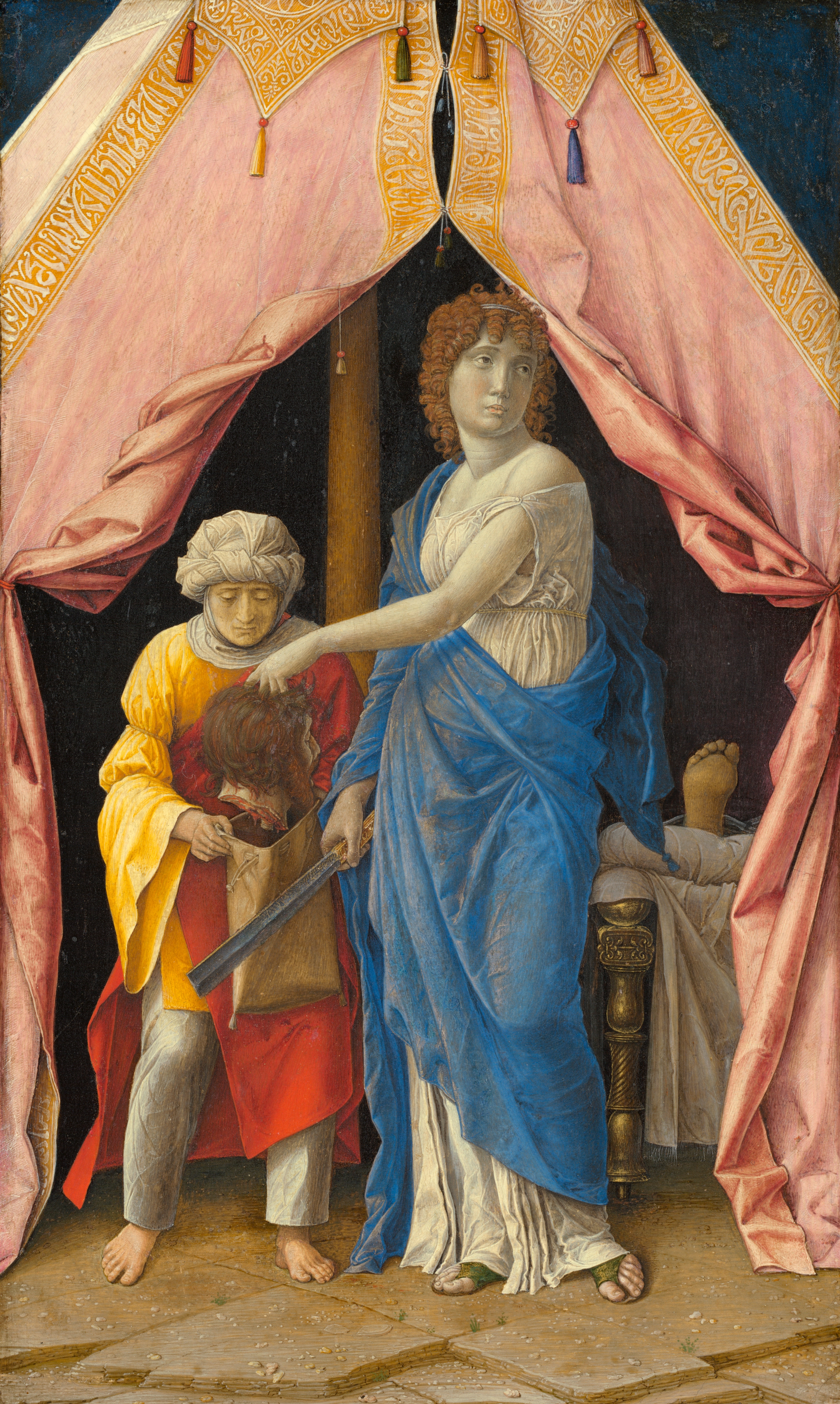
Andrea Mantegna, Giuditta con la testa di Oloferne, 1490 circa, Washington, National Gallery of Art.
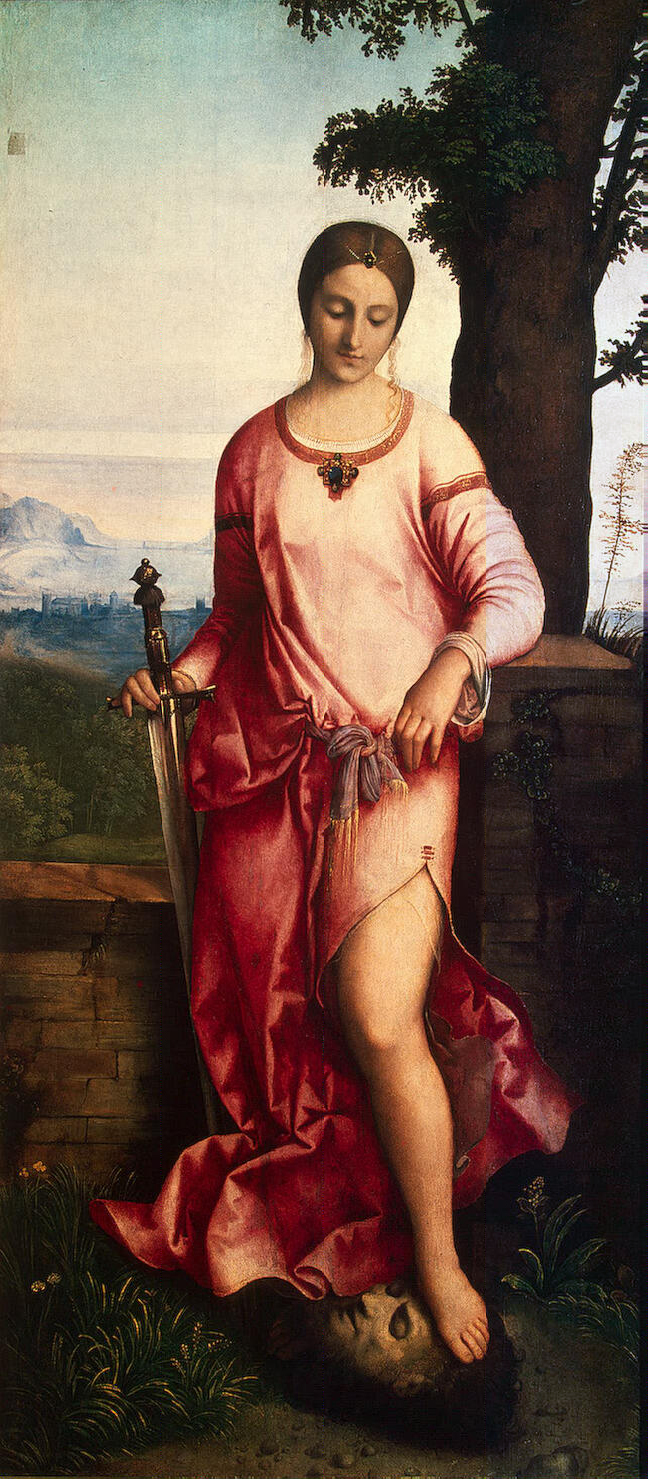
Giorgione, Giuditta con la testa di Oloferne, 1505 circa, San Pietroburgo, Ermitage.
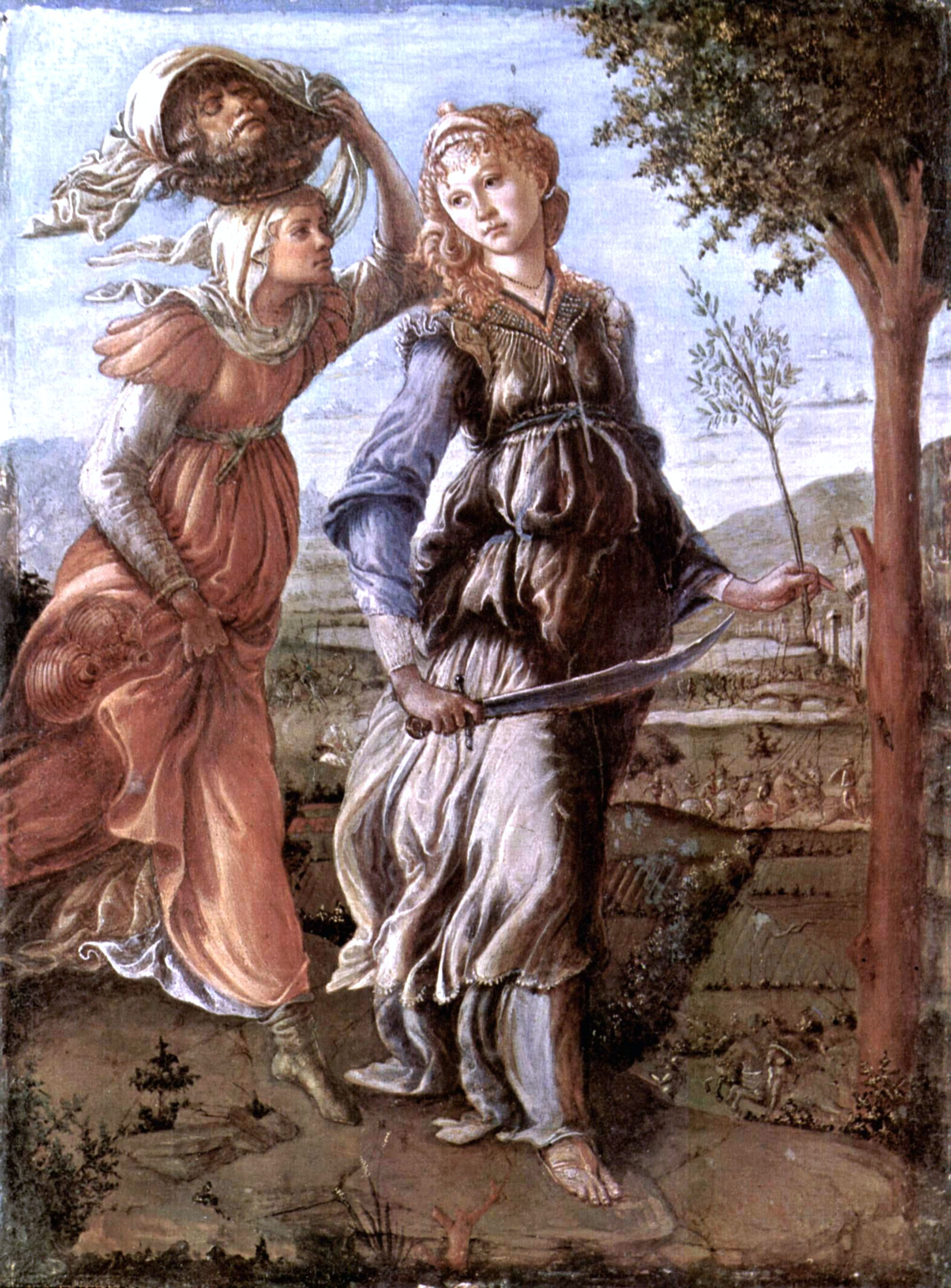
Sandro Botticelli, Il ritorno di Giuditta a Betulia, 1472 circa, Firenze, Uffizi.
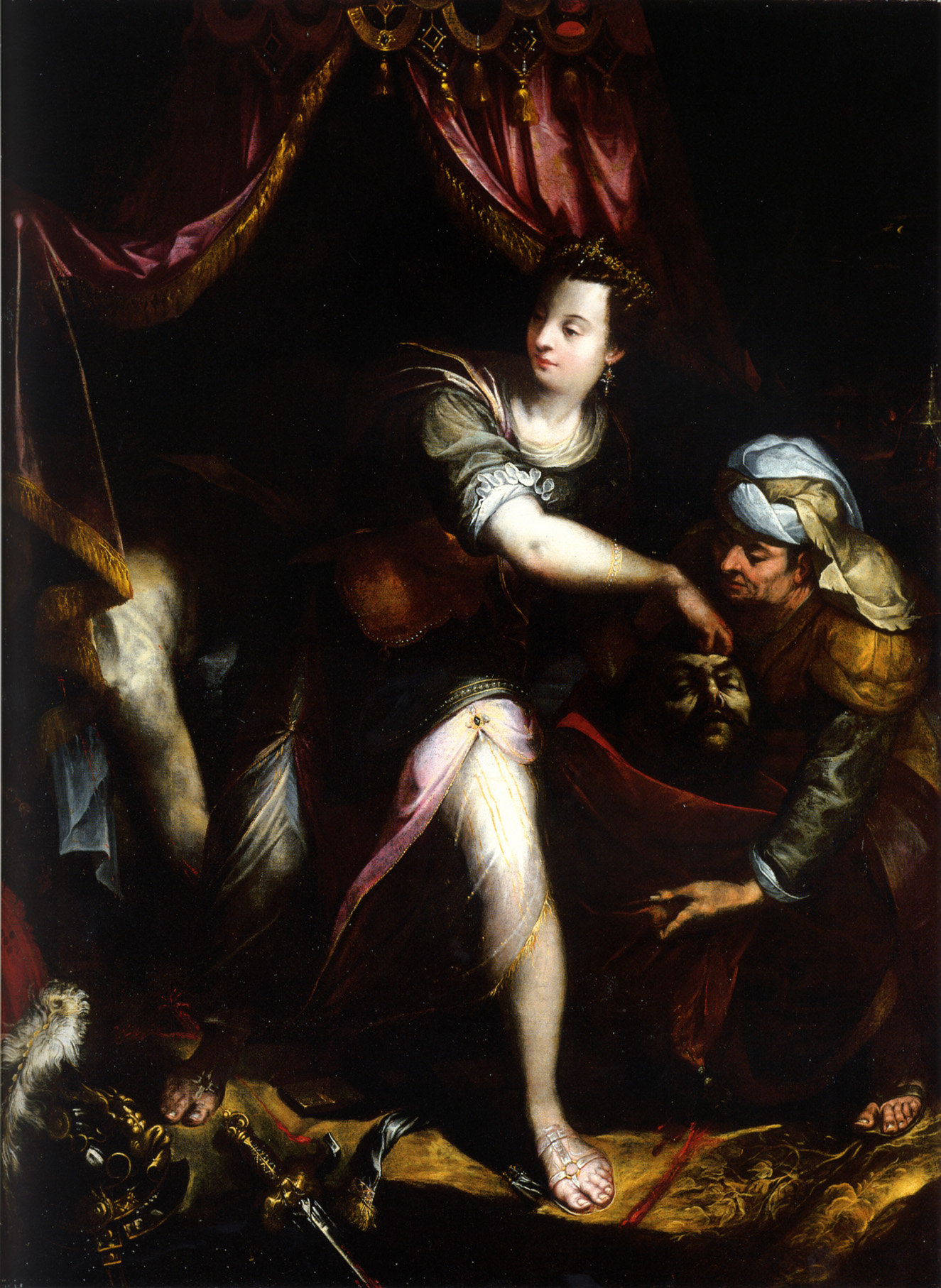
Lavinia Fontana, Giuditta con la testa di Oloferne, seconda metà del XVI secolo.
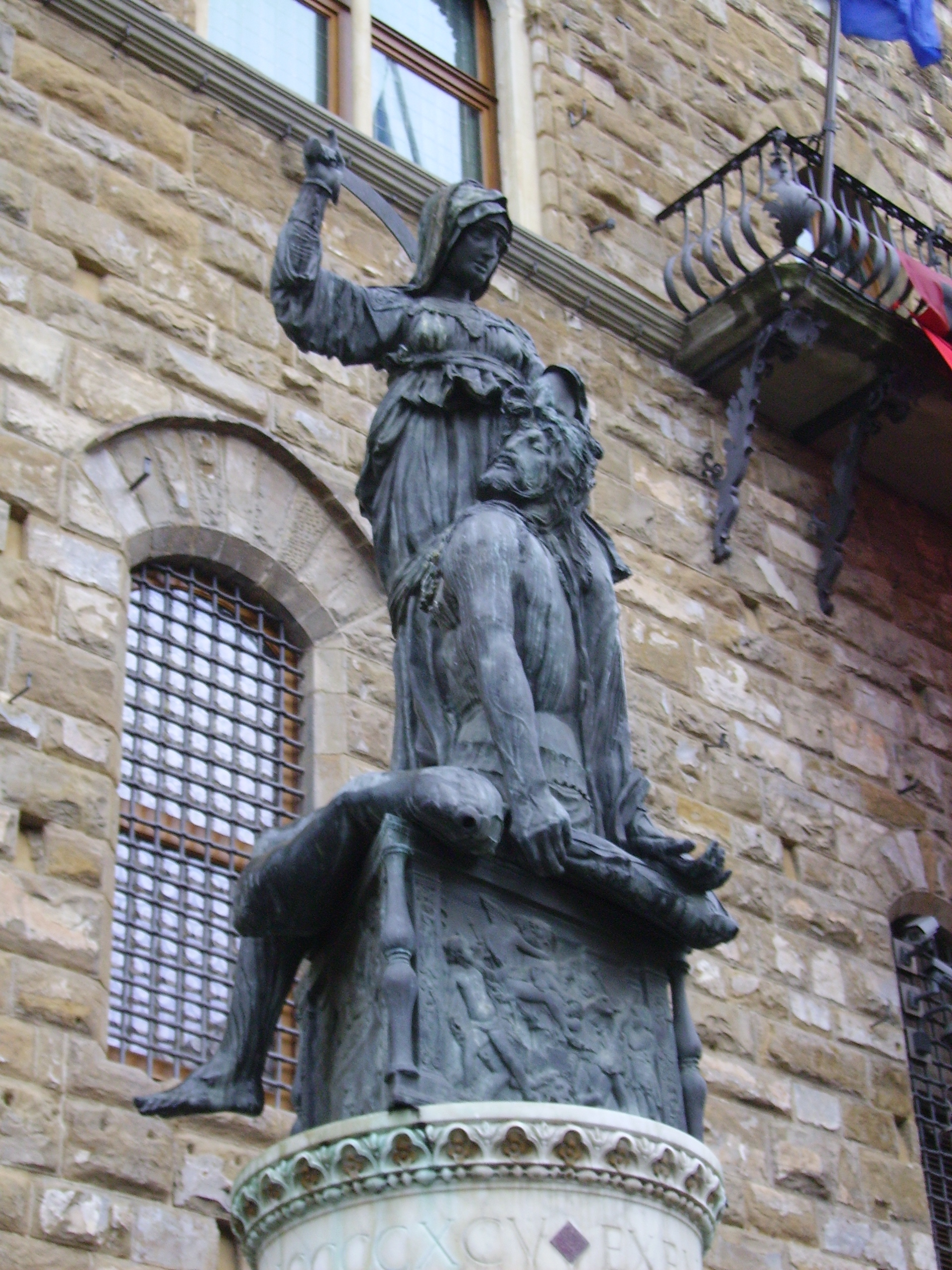
Donatello, Giuditta decapita Oloferne, 1446-1460, Firenze, Palazzo Vecchio.
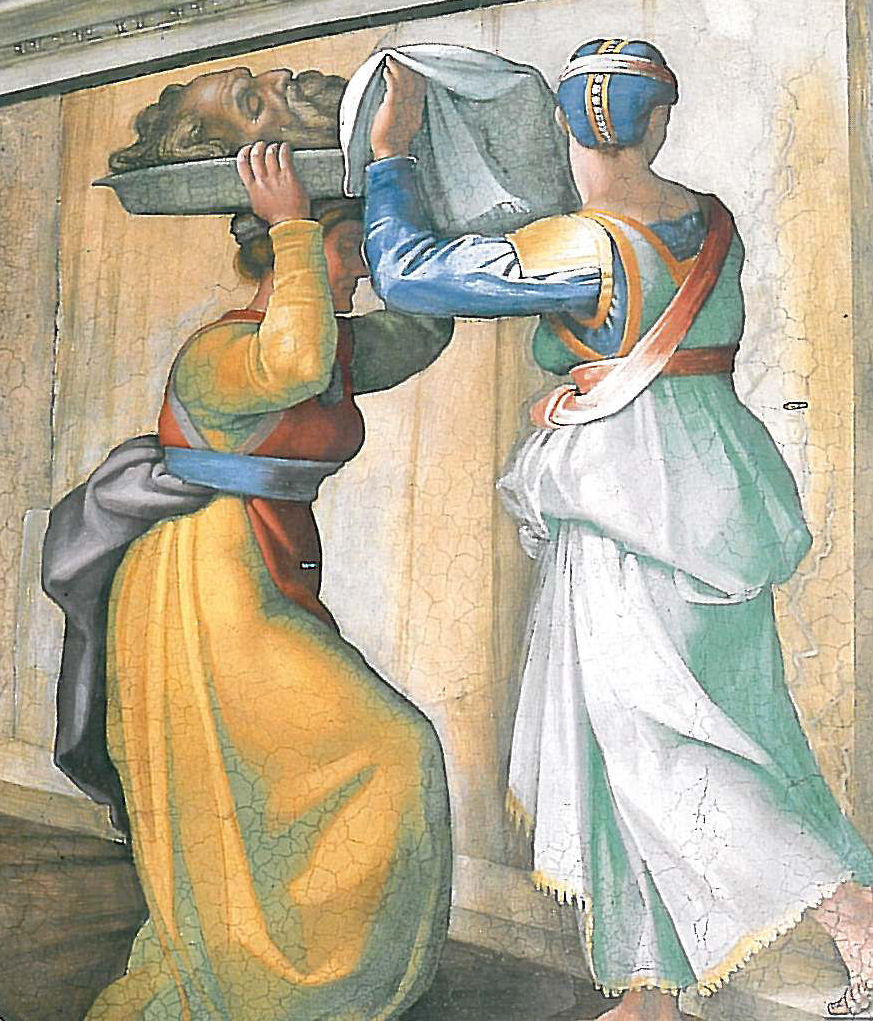
Michelangelo Buonarroti, Giuditta con la testa di Oloferne, 1508-1512, Città del Vaticano, Cappella Sistina.
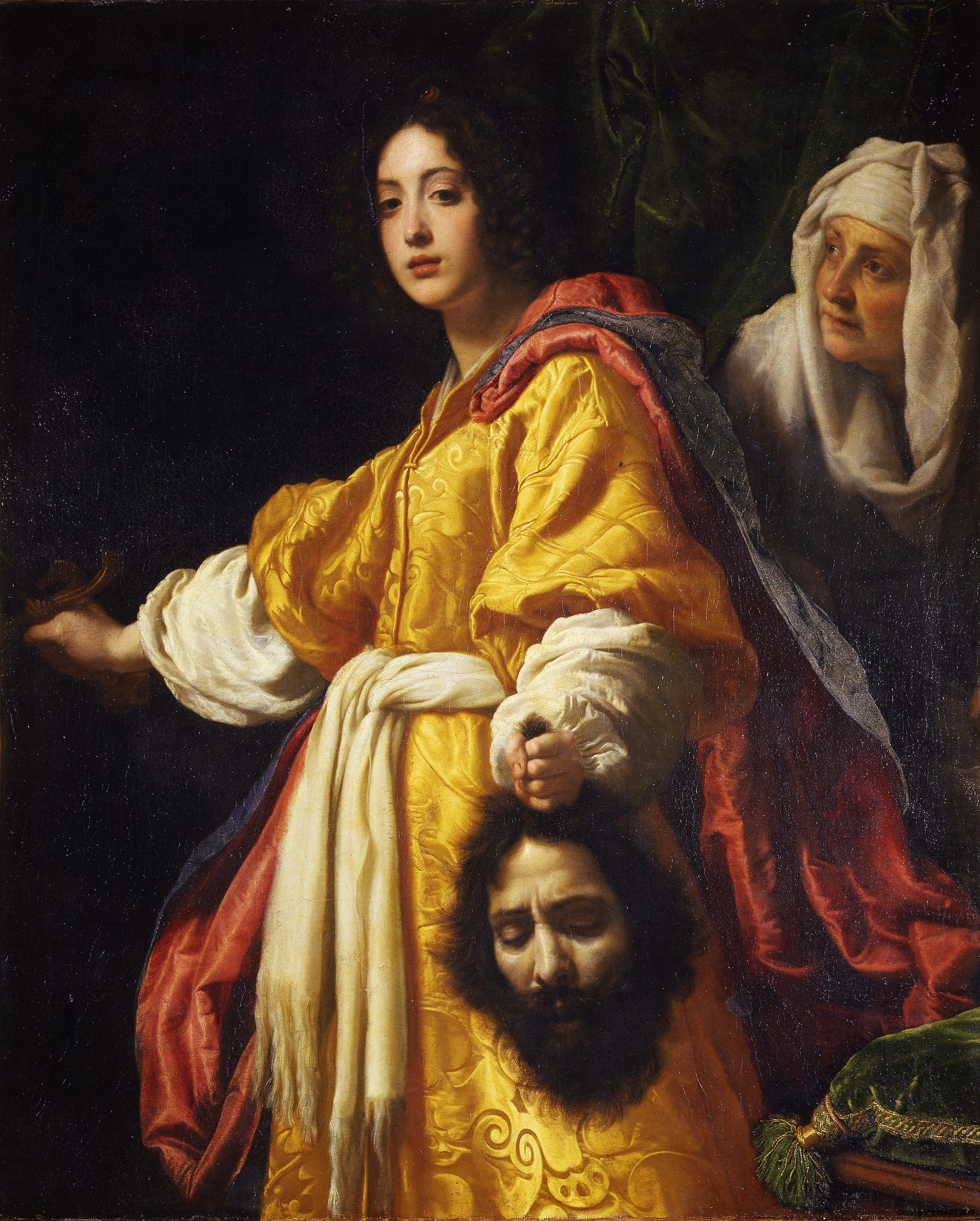
Cristofano Allori, Giuditta con la testa di Oloferne, 1580 circa, Firenze, Galleria Palatina.
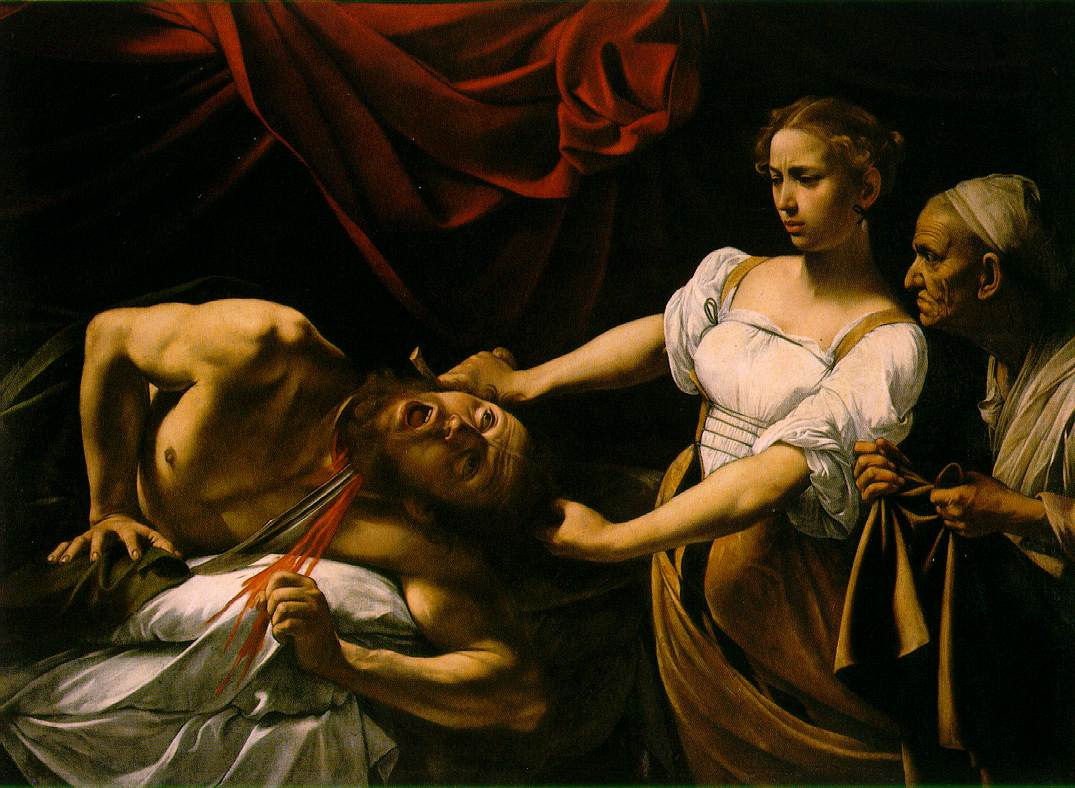
Michelangelo Merisi da Caravaggio, Giuditta decapita Oloferne, 1598-1599 circa, Roma, Galleria Nazionale d'Arte Antica.
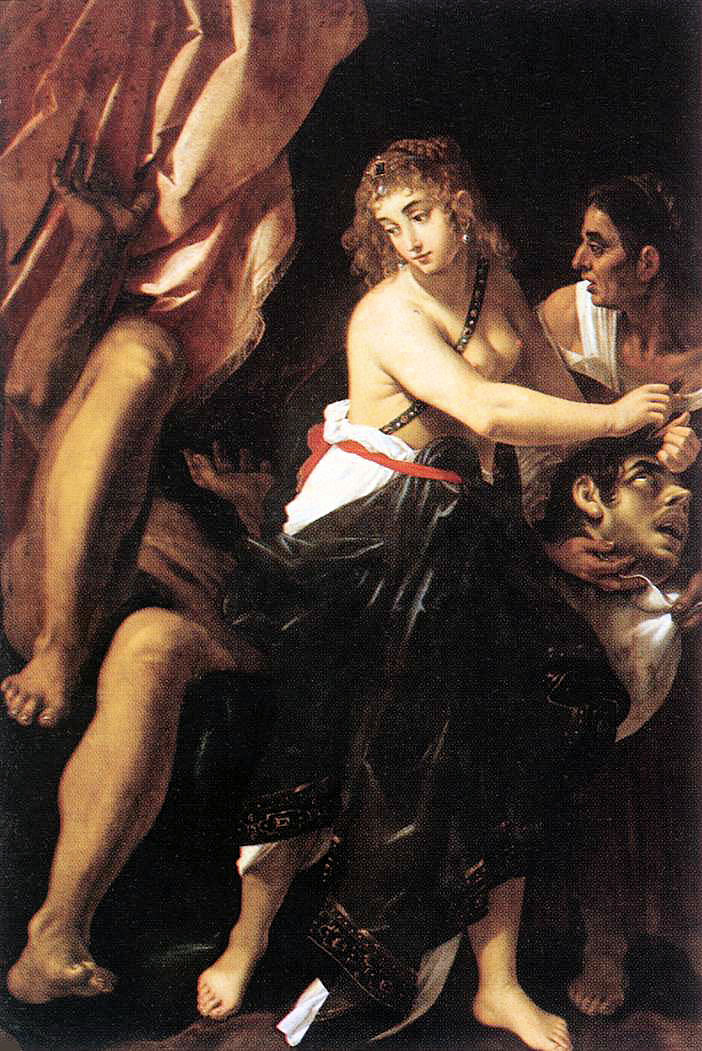
Giovanni Baglione, Giuditta con la testa di Oloferne, 1608, Roma, Galleria Borghese.
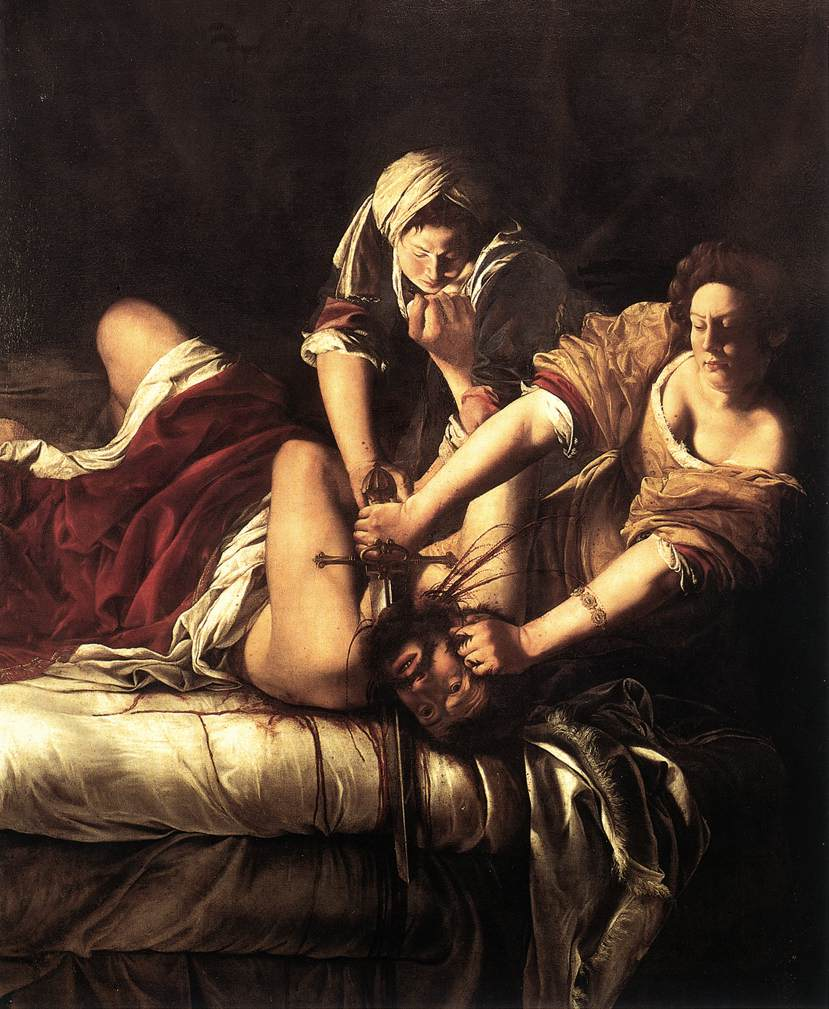
Artemisia Gentileschi, Giuditta decapita Oloferne, 1620, Firenze, Galleria degli Uffizi.
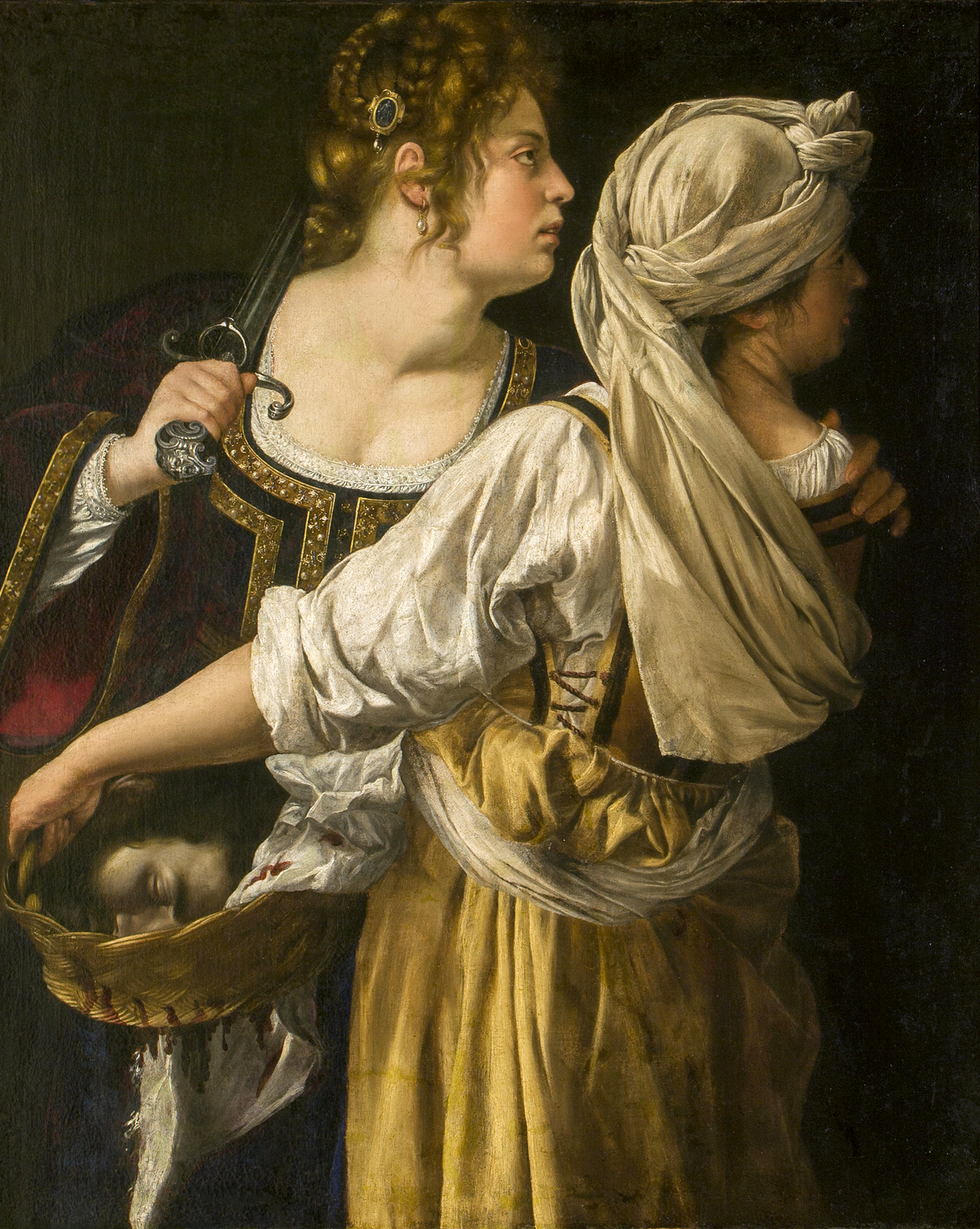
Artemisia Gentileschi, Giuditta con la sua ancella, 1610-20 (non oltre 1620: opera anteriore a Giuditta decapita Oloferne), Firenze, Galleria Palatina in Palazzo Pitti.
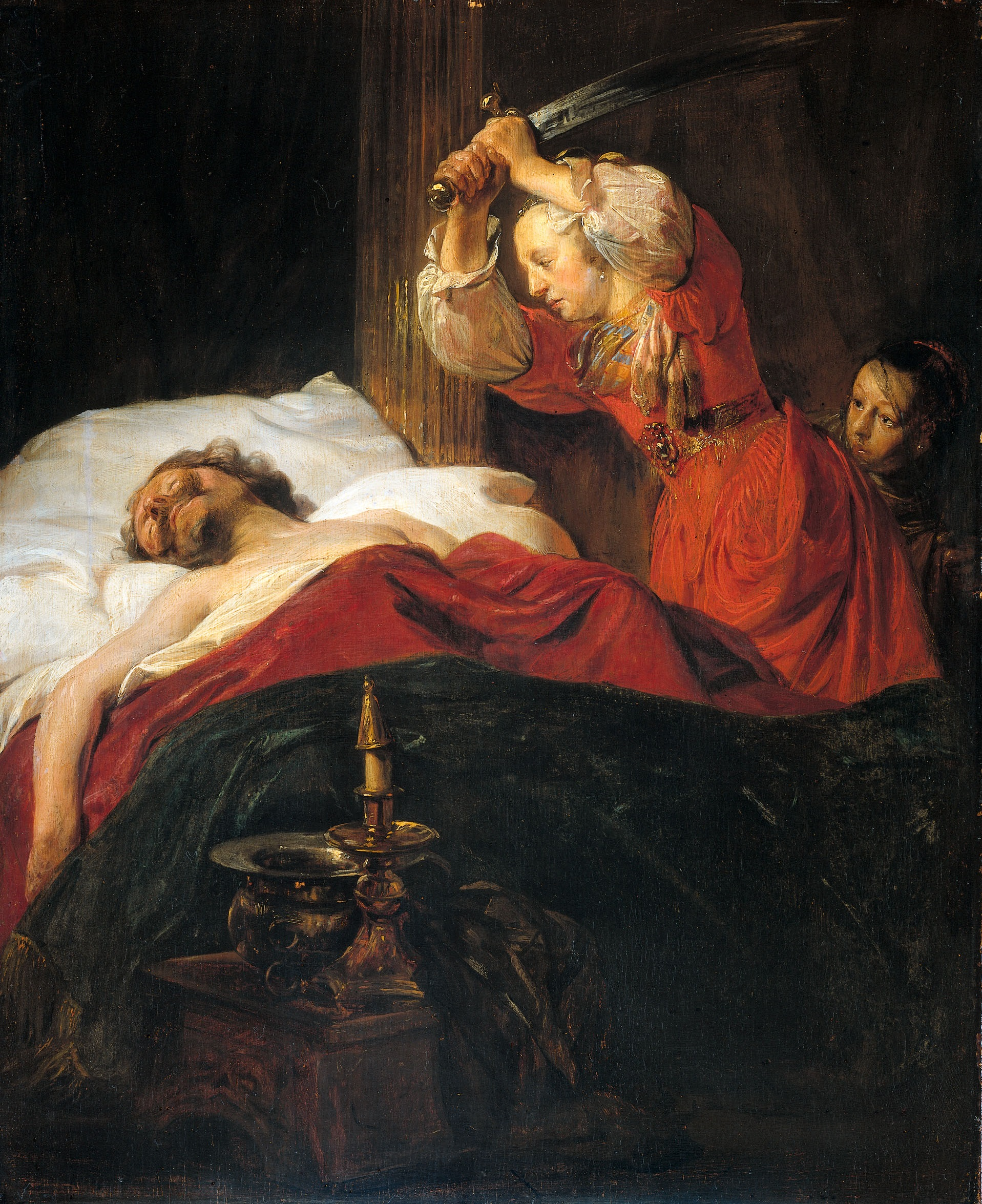
Jan de Bray, Giuditta e Oloferne, 1659.
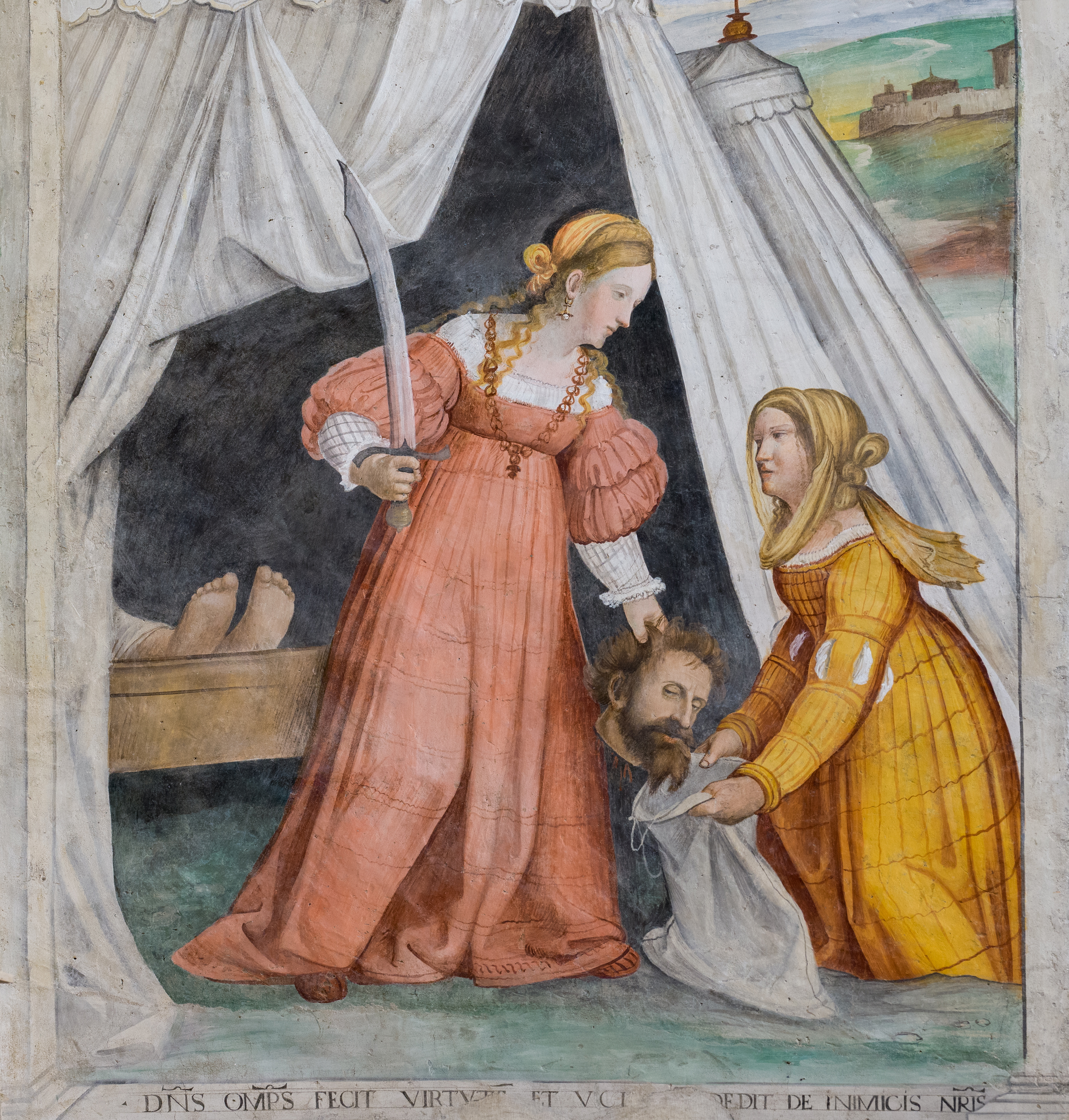
Paolo da Caylina il Giovane, Coro delle Monache, Brescia.

### Francia, Fiandre, Germania e Paesi Bassi

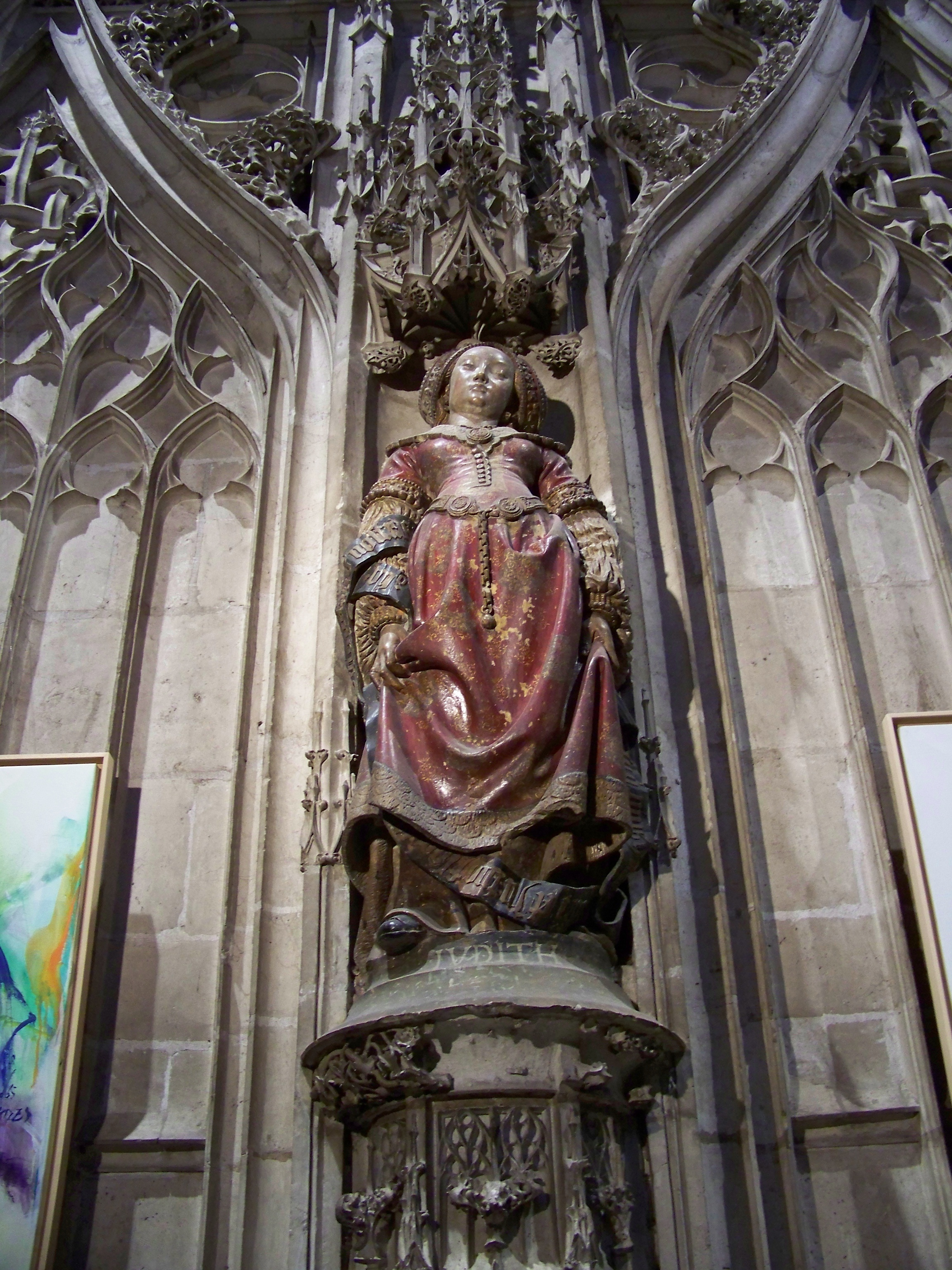
Statua raffigurante Giuditta, custodita ad Albi, cattedrale di Santa Cecilia.
Konrat Meit, Giuditta con la testa di Oloferne, 1525 circa, alabastro.
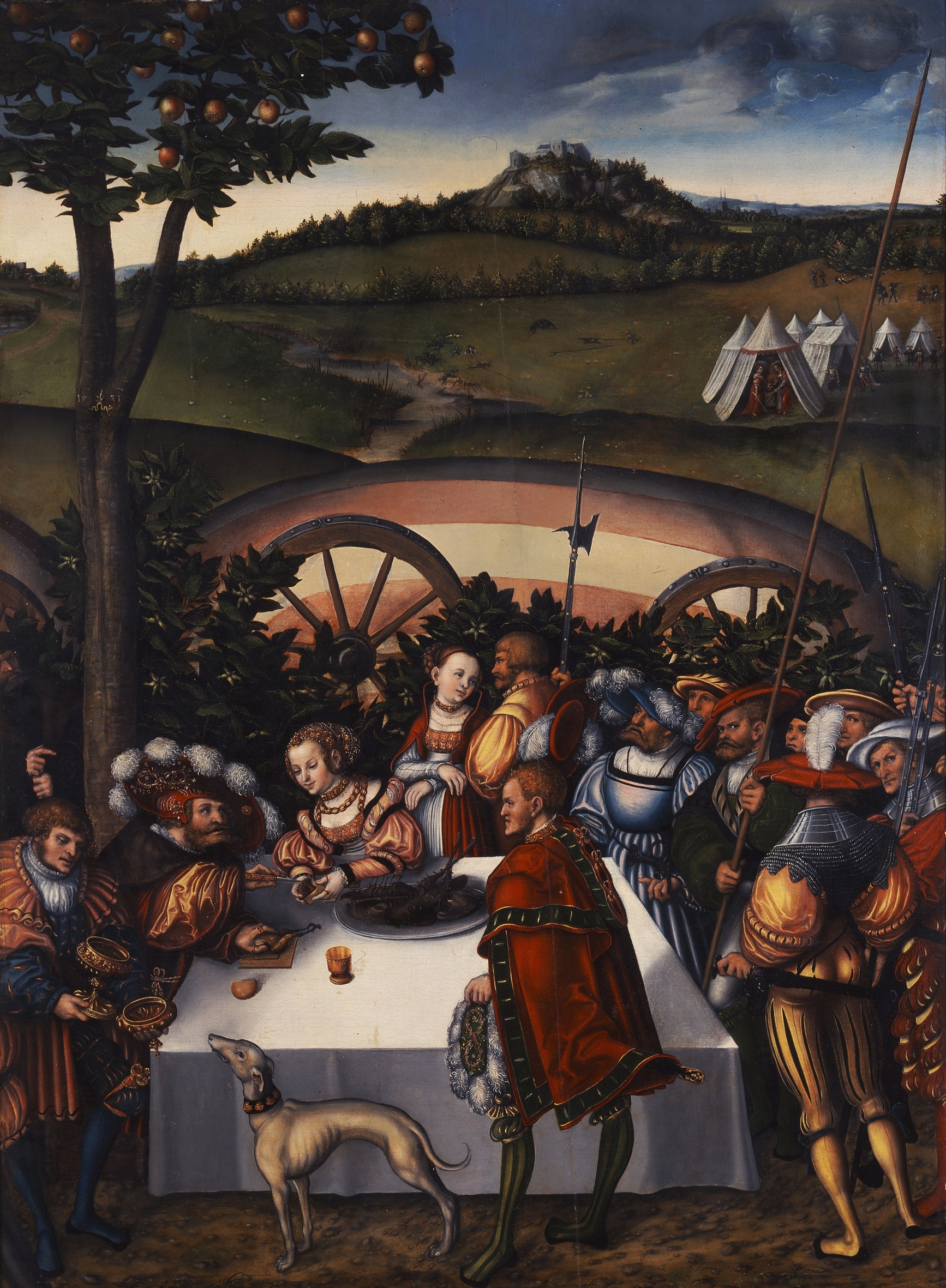
Lucas Cranach il Vecchio, Giuditta a tavola con Oloferne, 1530 ca., Castello di Friedenstein, Germania.
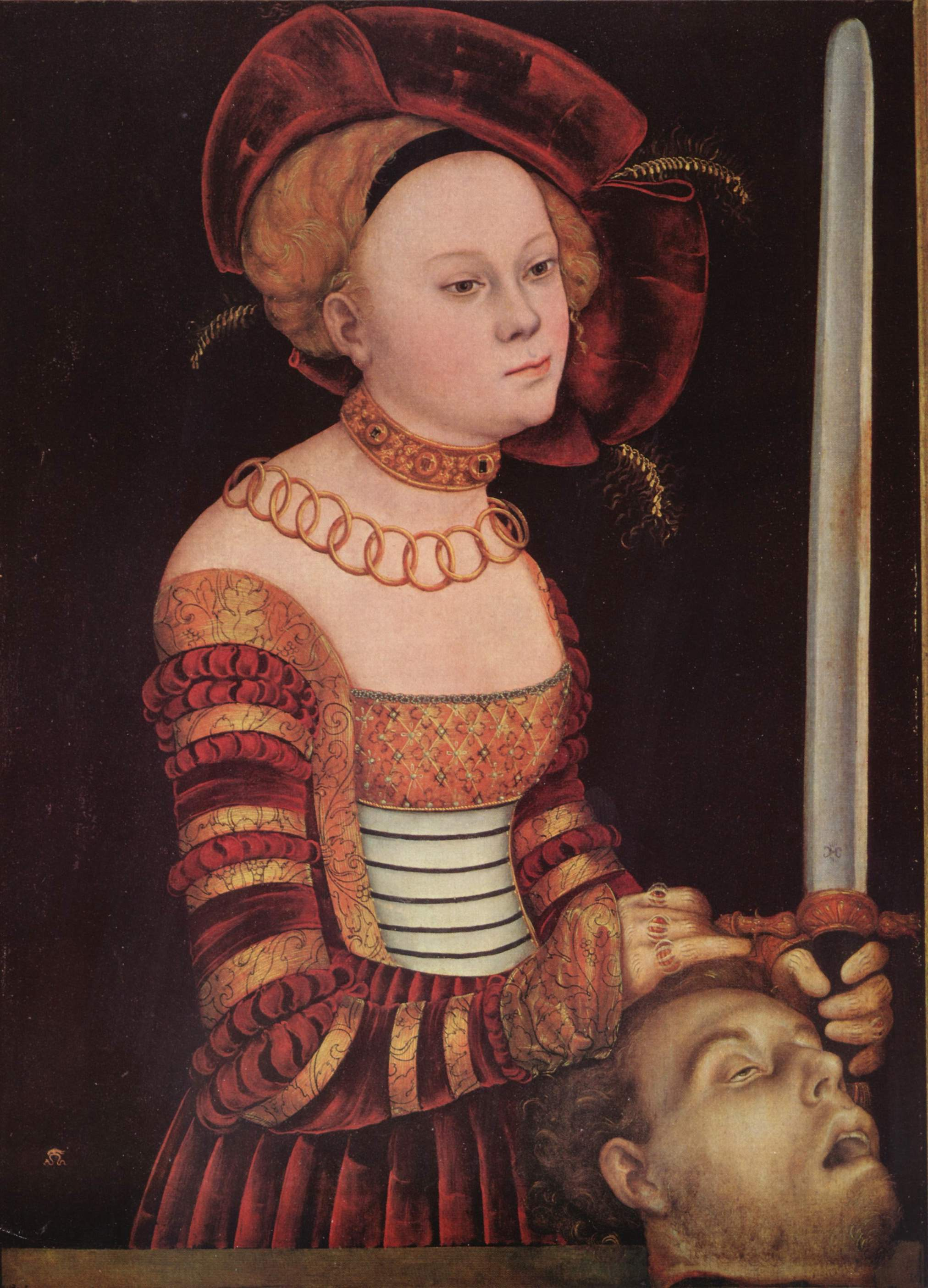
Lucas Cranach il Vecchio, Giuditta con la testa di Oloferne, terzo decennio del XVI secolo, San Francisco, Palace of the Legion of Honor.
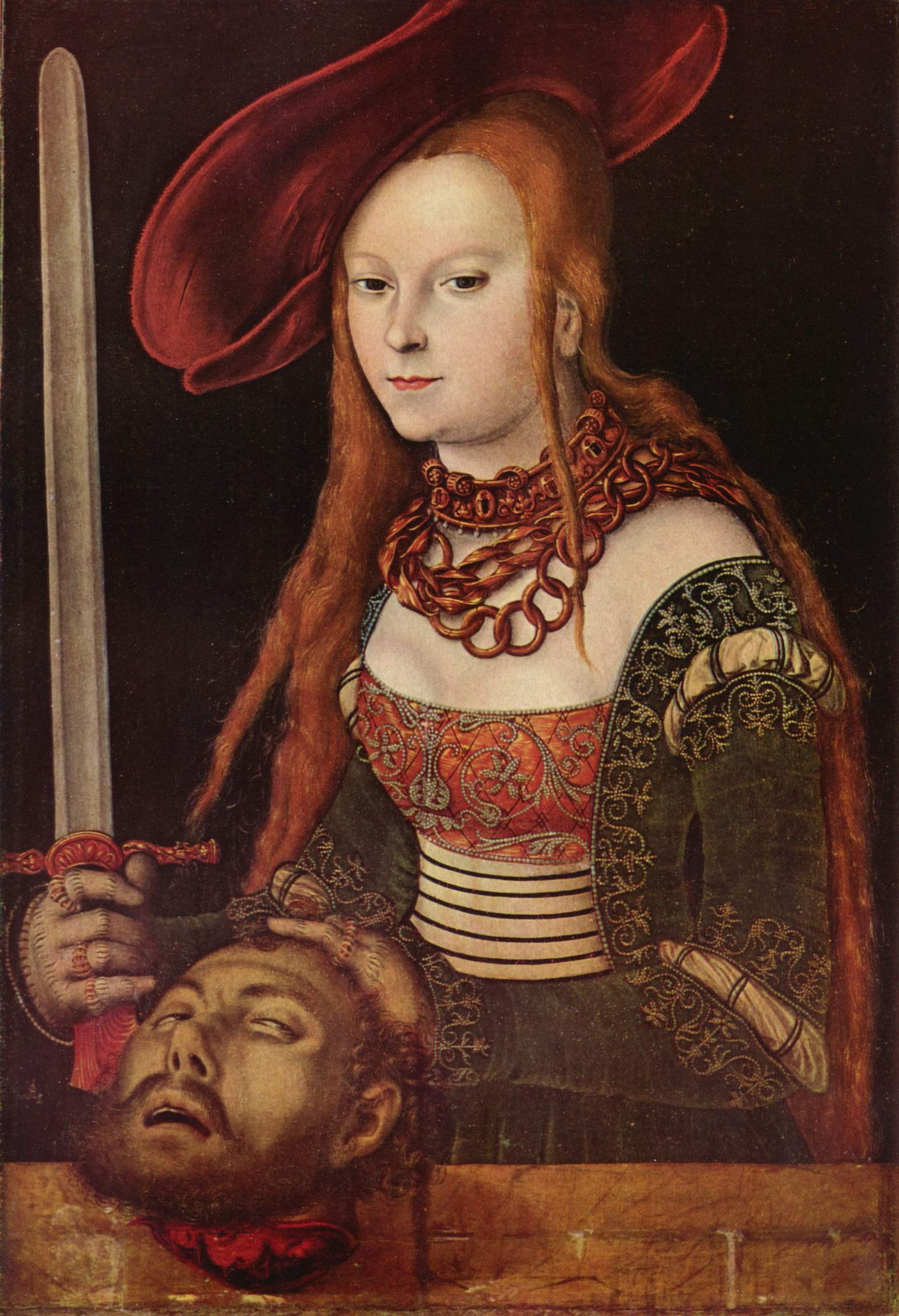
Lucas Cranach il Vecchio, Giuditta con la testa di Oloferne, terzo decennio del XVI secolo, Stoccarda, Staatsgalerie.
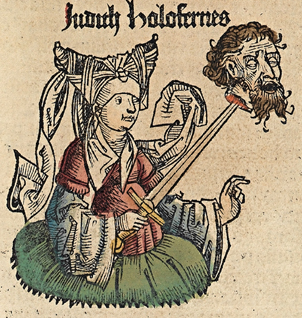
Giuditta e Oloferne, Cronache di Norimberga, 1493.
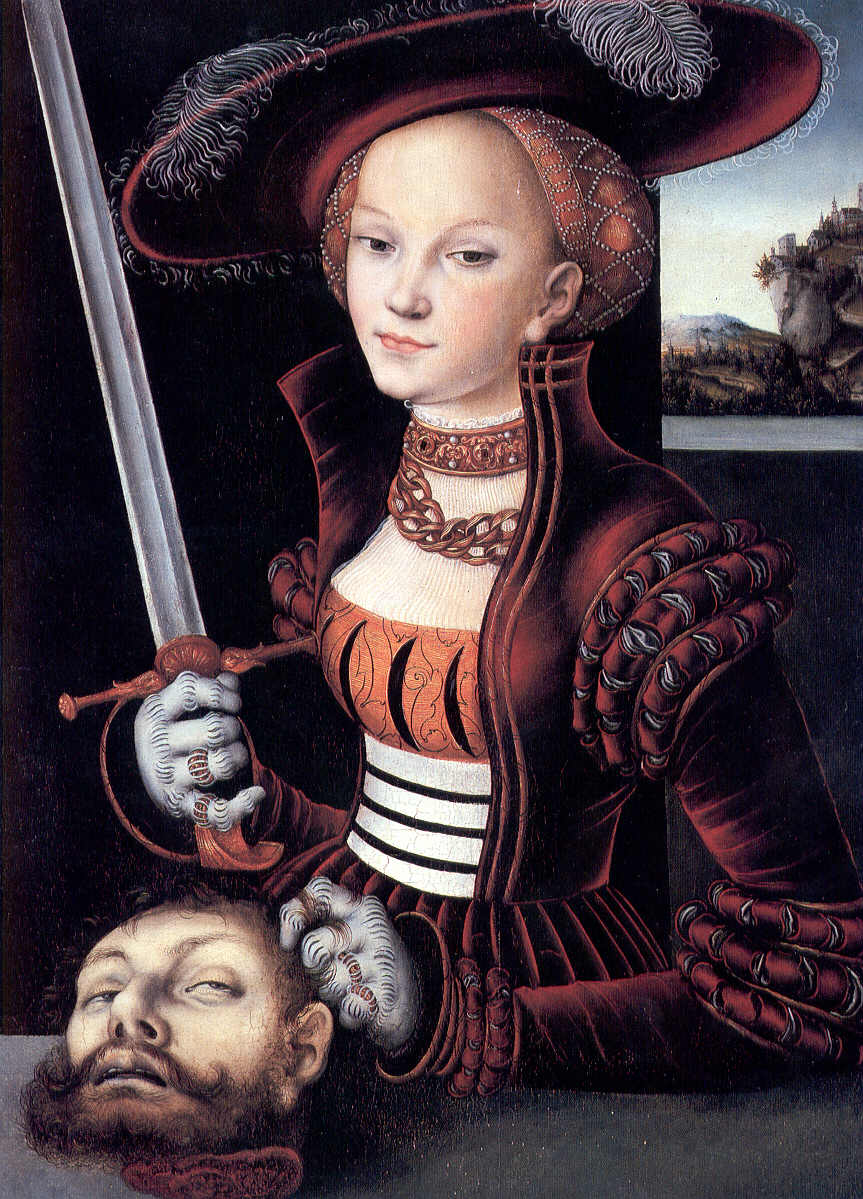
Lucas Cranach il Vecchio, Giuditta con la testa di Oloferne, 1530 circa.
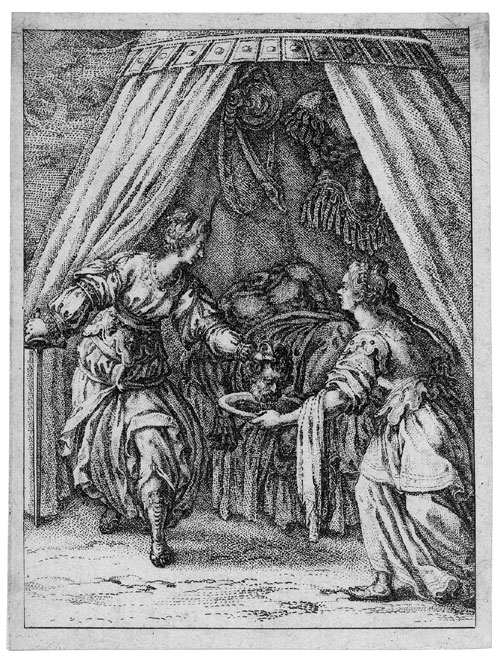
Jacques Callot, Giuditta con la testa di Oloferne, XVII secolo.
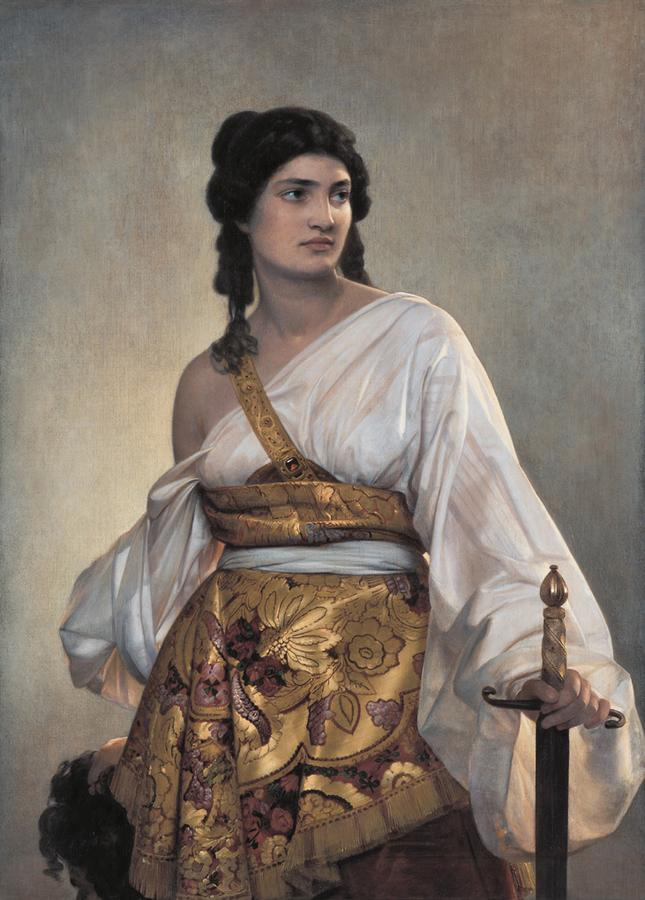
August Riedel, Giuditta, 1840 - Neue Pinakothek, Monaco di Baviera.

## Nei media
- Federico Della Valle - Iudit
- Judith et Holopherne, film del 1909 diretto da Louis Feuillade
- Giuditta di Betulla (Judith of Bethulia), film del 1914 di David W. Griffith
- Giuditta (Achille Peri), opera lirica di Achille Peri